# Привреда Финске

## Историја
Други светски рат је оставио Финску са огромним привредним проблемима укључујући високу инфлацију, незапосленост и неповољан трговински биланс. Од тада индустријски сектор се ширио до шездесетих година прошлог вијека више особа је запослено у индустрији него у оба сектора пољопривреди и шумарству, трговинска равнотежа се побољшала. Осим јавних установа, индустрија и бизнис су приватизовани. Влада, дакако, контролише економију низом прописа. Национални буџет 1998. предвиђао је 41,3 милијарди долара буџетских прихода и 43,1 милијарди долара расхода. Бруто домаћи производ (БДП) је порастао у 2000. г. на 121,5 милијарди долара.

## Пољопривреда
Фармерство је углавном ограничено на плодне приобалне регионе и свега 7% подручја Финске је под пољопривредним културама. Већина фарми су мање од 20 хектара, мање од 20% фарми упошљава плаћене раднике. У 2001. години усеви су били јечам, зоб и пшеница (3,9 мил. метр. тона), и коренасто поврће као кромпир и шећерна репа (816.000 метр. тона)

## Индустрија
Дрвна маса, папир дрвопрерађивачка индустрија представља значајан сегмент финске индустрије. Раних деведесетих је произвођено око 1,3 милиона метр. тона хартије годишње. Производња осталих папирних и дрвних производа укупно износи 7,9 милиона m³ годишње. Финска поседује индустрију тешких машина, метала, бродова, штампарског материјала, електро индустрију, индустрију хране и пића, текстилну индустрију, индустрију одеће, хемикалија, керамике и стакла.
Финска је значајан извор бакра (произ. 11.600 метр. тона 2000. г.), цинка, сребра (24 метр. тоне), хром, никл и злато се такође ископавају.
Папир, дрвна маса и дрвни производи чине 40% год. Финског извоза. Увоз укључује бензин, хемикалије, машине, транспортну опрему, гвожђе, челичне производе, храну и текстил. Значајна трговина се води са Немачком, УК, Шведском, и другим земљама ЕУ. 2000. г. увоз је био 32,6 милијарди долара, а извоз 44,5 милијарди долара. Финска је члан слободне трговинске уније од 1961., а јануара 1995. придружила се ЕУ.
Радна снага броји 2,6 милиона људи 2000. г. Раднике заступају радничке уније груписане у две велике федерације: Централна организација и Конфедерација плаћених радника.